# Antharmostes semimarginata
Antharmostes semimarginata är en fjärilsart som beskrevs av W. Warren 1899. Antharmostes semimarginata ingår i släktet Antharmostes och familjen mätare. Inga underarter finns listade i Catalogue of Life.